# Valantia deltoidea
L'erba croce della Busambra (Valantia deltoidea Brullo, 1980) è una pianta erbacea della famiglia delle Rubiaceae, endemica della Sicilia.

## Descrizione
È una pianta alta 3–10 cm, robusta, con portamento prostrato-ascendente.

Ha foglie verticillate a gruppi di 4, ovate (2-2.5 x 2.5–4 cm), con margine appena dentato, terminanti in un pelo patente breve, rigido. 

I fiori sono bianchi, di piccole dimensioni (2–3 mm), con un rostro sul dorso portante una coroncina di setole e 3 cornetti molto brevi all'apice.
Fiorisce a maggio-giugno.

## Distribuzione e habitat
È un endemismo puntiforme della Rocca Busambra (Sicilia).
Popola pascoli aridi ad una altitudine di 1600 m.

## Conservazione
La specie non è stata ufficialmente valutata dalla IUCN.
La Lista Rossa della Flora italiana del 2001 la classifica come specie in pericolo di estinzione.